# 正行寺 (中野区)
正行寺（しょうぎょうじ）は、東京都中野区にある浄土真宗本願寺派の寺院。

## 歴史
1937年（昭和12年）、釋行雄によって開山された。釋行雄は代々浄土真宗の教えを広める家系の出身であり、1937年（昭和12年）に布教の拠点として中野区前原町（現・南台）に久遠山教会を設立した。これが当寺の起源である。
1945年（昭和20年）の空襲で焼失したため、同区本郷通（現・弥生町）に移転。その際に「正行寺」の寺号を公称した。1955年（昭和30年）に現在地に移転した。
当寺は、比較的新しい寺ということから、「心地よく仏さまと向き合えるお寺をめざして」の理念の下、本堂はいち早く冷暖房設備（暖房は床暖房）を導入、椅子席とするなど様々な工夫を凝らしている。

## 交通アクセス
- 東京メトロ丸ノ内線新中野駅より徒歩7分。
- 中野駅よりバス(京王バス渋64系統中71系統　関東バス宿05系統)「紅葉山公園下」下車